# Jaunac
Jaunac – miejscowość i gmina we Francji, w regionie Owernia-Rodan-Alpy, w departamencie Ardèche.
Według danych na rok 1990 gminę zamieszkiwały 84 osoby, a gęstość zaludnienia wynosiła 21 osób/km² (wśród 2880 gmin regionu Rodan-Alpy Jaunac plasuje się na 1536. miejscu pod względem liczby ludności, natomiast pod względem powierzchni na miejscu 1587.).